# مارتین هانسون
مارتین هانسون (زاده ۶ آوریل ۱۹۷۱) داور فوتبال سوئدی است. او از سال ۲۰۰۱ به جمع داوران بین‌المللی پیوست او تا کنون رقابت‌های زیر ۲۰ سال جهان و جام باشگاه‌های اروپا را قضاوت کرده‌است او در رقابت‌های مقدماتی جام جهانی بازی فرانسه و ایرلند را قضاوت کرد و متوجه خطای هند تیری آنری نشد و گلی که باعث شد فرانسه مسافر جام جهانی ۲۰۱۰ در آفریقای جنوبی شود.